# .40 Smith & Wesson
La .40 Smith & Wesson (anche .40 S&W o 40SW) è una cartuccia per pistole autocaricanti, prodotta dalla Smith & Wesson e derivata dalla 10 mm Auto. 

## Storia e descrizione
La cartuccia .40 S&W riceve la catalogazione SAAMI nel 1989. Poche cartucce sono nate dopo i primi del '900 con scopi prettamente operativi e la .40 S&W rappresenta un punto d'arrivo importante di una lunga evoluzione delle munizioni da 10 millimetri per arma corta. Con energie nettamente superiori al 9 mm Luger, il .40 S&W è diventato in poco tempo molto apprezzato, in particolar modo negli Stati Uniti dove molti  dipartimenti di polizia e uffici dello sceriffo lo hanno adottato come calibro d'ordinanza.
Lo sviluppo di questa munizione ebbe inizio in seguito a un evento di cronaca nera del 1986, durante il quale persero la vita alcuni agenti F.B.I., mentre altri furono feriti. Fu così che l'F.B.I. maturò l'idea di dotare i propri agenti di pistole semiautomatiche camerate per un calibro più potente del 9mm Luger, e avviò una serie di test tra i quali vennero testate alcune munizioni 10mm Auto con carica di lancio ridotta. L'F.B.I. chiese quindi alla Smith & Wesson di ottimizzare l'impianto di cartuccia della 10mm Auto a carica ridotta, partendo dall'esito di questi test.
La .40 S&W prende vita con un accorciamento del bossolo del 10 mm Auto da 25,10 mm a 21,70 mm, mentre l'innesco di tipo large pistol lascia il posto ad uno small pistol; carica dedicata per il ridimensionamento della cartuccia la cui altezza finita scende da 32 mm a 29,7 mm con palla da 180 grani e 290 m/s. e 48 kgm del 10 Auto F.B.I. load, ma con circa 1 000 atmosfere in più.
Nel 2016, comunque, l'F.B.I. ha abbandonato il .40 S&W in favore del 9mm Luger.